# José María Olazábal Manterola
José María Olazábal Manterola, més conegut com a Txema Olázabal, (Hondarribia, 5 de febrer de 1966) és un golfista basc.

## Biografia
Va néixer el 5 de febrer de 1966 a la ciutat d'Hondarribia, població situada a la província de Guipúscoa (País Basc).

## Carrera esportiva
Va iniciar la pràctica del golf ben jove, arribant a fer-se popular en guanyar The Amateur Championship realitzat al Regne Unit l'any 1984, cosa que el catapultà a fer el salt a la professionalitat.
Al llarg de la seva carrera ha guanyat dos cops el Masters d'Augusta, concretament els anys 1994 i 1999. Ha participat en set ocasions en la Copa Ryder, aconseguint la victòria per part europea els anys 1987, 1989, 1997 i 2006, formant al costat de Severiano Ballesteros una de les parelles més exitoses d'aquesta competició. En l'edició de 2012 fou designat capità de la Copa Ryder, aconseguint la victòria europea després de remuntar el resultat.
L'any 2009 va entrar a formar part del World Golf Hall of Fame i el 2013 fou guardonat amb el Premi Príncep d'Astúries dels Esports.